# Agkonia ovifera
Agkonia ovifera là một loài bướm đêm thuộc phân họ Arctiinae, họ Erebidae.